# Jonas Jonæ (kyrkoherde i Bygdeå)
Jonas Jonæ, född okänt i Bygdeå socken, död 1593 i Bygdeå socken, var en svensk präst och riksdagsman.

## Biografi
Jonas Jonæ var son till sin företrädare i Bygdeå, Jonas Nicolai, som också var kontraktsprost för Västerbottens södra kontrakt. Han själv blev präst i Bygdeå 1555, för att två år senare, vid faderns frånfälle, bli kyrkoherde där.
Han var deputerad vid riksdagen 1571 och 1590, samt undertecknade 1590 års arvförening. 1584 närvarade han vid Katarina Jagellonikas begravning.
Han fick 1591 frihet på prästgården och på ett hemman i Backen, Umeå.
Hans son Jonas Jonasson var landsfogde i Västerbotten och bosatt på Grisbacka. Sonsonen Jonas Jonæ Turdinus, vars mor tillhörde Svinhufvudätten, var kyrkoherde i Nederluleå.